# 오미야 사건

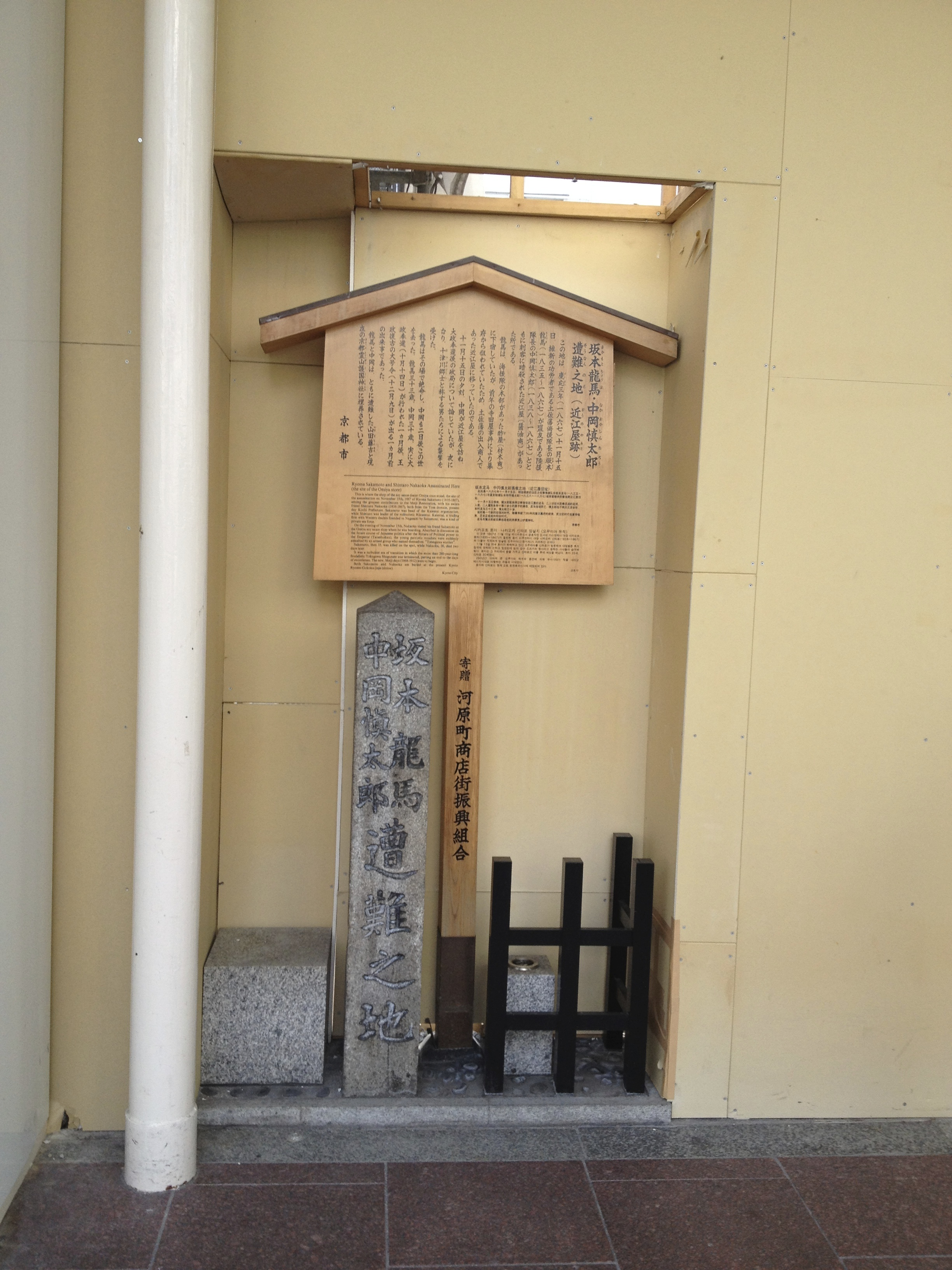
2013년 7월 오미야 유적지

오미야 사건（近江屋事件）은 게이오 3년 11월 15일（1867년 12월 10일）에 사카모토 료마와 나카오카 신타로가 교토 가와라 마을(河原町) 오미야(近江屋), 이구치 신스케(井口新助)의 저택에서 암살된 사건을 말한다. 교토 미마와리구미의 소행이라 여겨지고 있다.

## 경위
료마는 여태까지 숙소로 하고 있던 데라다야가 막부에 찍혔기 때문에, 11월 3일에 오미야로 옮겼다. 11월 13일, 이토 가시타로가 찾아와, 신센구미가 노리고 있으니 도사 번 저택으로 옮기면 어떻겠냐고 권유했지만, 료마는 오미야에 머물렀다.
11월 15일, 저녁 무렵에 나가오카가 오미야를 방문, 산조 제찰 사건에 대해 이야기를 나눈다. 밤이 되어 손님이 오미야를 방문, 토쓰카와 고시(十津川鄕士)라고 신분을 말하고 료마를 만나고 싶다 하였다. 씨름꾼이었던 야마다 도키치(山田藤吉)는 손님을 료마에게 만나게 하려 하였지만 뒤에서 베이고 만다.（하루 뒤 사망）
이 때, “으악!! (ぎゃあ!!)”하고 큰소리를 낸 야마다에게 료마는 “ほたえな!（도사 사투리로 ‘떠들지 말라’라는 의미）”라고 말해, 자객에게 자신이 있는 위치를 알려주게 된다. 자객은 소리를 죽이며 계단을 뛰어 올라가, 장지문을 열어 방에 침입하였다. 그리고 료마는 이마를 베였다. 료마는 몽롱한 의식 중, 나카오카의 정체가 들킬 것을 염려하여 나카오카를 “이시카와, 칼은 없는가.”라고 가명으로 불렀다고 한다. 그 후 료마는 흉부 등 수 군데를 베여 결국 사망. 나카오카는 살아남아 도움을 요청했지만, 2일 후에 구토가 일어난 뒤 사망하였다.

## 실행자는 누구인가
당초, 자객이 "이런 씨벌(こなくそ)!"이라고 이요 사투리(에히메 현에서 사용되는 일본어의 방언)로 이야기 한 점에서, 신센구미의 하라다 사노스케나 오이시 구와지로의 짓이라고 알려졌다. 당시, 오이시는 료마 암살죄로 살해당했다. 또한, 메이지 시대가 될 때까지 신센구미가 했던 일이나 이케다야 사건등도 있어, 보신 전쟁이 일어났을 당시, 신정부군은 신센구미에 대한 철저한 숙청이 이루어졌다.
이 사건에 관해서는 이해할 수 없는 점이 많아, 아래 적혀있는 이마이 노부오설 외에도, 전혀 다른 속설인 사쓰마번 무사 설이나, 아사다 지로의 『칼에 지다 (원제: 미부기시덴(壬生義士傳))』같은 해석도 있다.
또한, 현재 사카모토 료마의 지명도는 나카오카 신타로에 비해 압도적으로 높아서, ‘사카모토 료마를 죽인 범인은 누구인가?’라는 배경으로 많이 논의되고 있지만, 당시 료마의 지명도는 그다지 높지 않았기 때문에, 나카오카가 암살범의 목적이며, 료마는 단순히 말려든 것이 아닌가 하는 설도 있다.

### 교토 미마와리구미 설
다이쇼 시대가 된 전 미마와리구미 대사였던 이마이 노부오, 와타나베 아쓰시의 구술로, 사사키 다다사부로등이 실행범이라고 증언하고 있다. 또한 가쓰 가이슈는 막부 상층부의 지시라고 추측하고 있다. 이 미마와리구미설이 통설이 되었으며, 여기에 의문을 나타내는 역사학자는 없다. 하지만, 이마이나 와타나베의 구술에 어긋나는 부분（자객의 인원구성, 현장에 두고 간 칼집의 소유자 등）이 있어서, 주로 작가를 중심으로 여러 가지 이설이 나오는 상황이다. 또한 현장에 달려가서 나카오카 신타로를 문병한 다니 다테키는 교토 미마와리구미 설을 믿지 않았다고 한다.
이마이 노부오는 증언 당시에는 자신이 망보기 역할이었을 뿐이라고 했으나, 장년~노년에 이르러서는 자식들에게 자신이 료마를 죽였다고 말하며
그때 썼다는 무기(칼,창)를 보여주며 당시의 상황을 세세하게 설명해주었다고 한다.
와타나베 아쓰시는 젊었을 적 이름이 이치로였다고도 하고 실제 료마를 암살한 미마와리구미의 와타나베 이치로와는 다른 인물이라고도 한다.
그가 료마 암살에 대해 증언한 것은 거의 죽기 직전에 할 말이 있다며 가족들을 모았을 때라고 한다. 평소 과거 이야기를 하지 않던 노인이 가족들을 불러서 한 얘기는 자신이 바로 료마 암살의 진범이라는 얘기였다. 이는 당시 신문에 기사로까지 나오며 유명해졌다.
그러나 고령의 나이로 인한 것인지 그의 얘기는 군데군데 아귀가 맞지 않는 부분이 많았고 사건의 당사자만이 알고 있는 세부적인 내용이 전무,
역사적 사료로서의 가치는 없다고 한다.
당시는 료마 암살로부터 시간이 많이 흘러 사건의 진상 또한 어느 정도는 밝혀졌기 때문에 일반인이 전혀 모를 정도는 아니었다고 한다. 무엇보다 유일한 증언자인 이마이 노부오 등도 죽어 더 이상 사건에 대해 진술할만한 미마와리구미 대원도 없었다.
즉, 이 와타나베 아쓰시는 실제 실행범이 아니며 단지 ' 료마를 죽인 자 '라는 자신의 이름을 팔기 위해 연극을 했다는 설도 있다.

### 신센구미 설
료마 암살 당시 현장에 남아있던 칼집 등의 물증이나, 3일후에 암살된 이토 가시타로의 동지（고료에시(御陵衛士)）등의 증언에서 신센구미의 하라다 사노스케에 의해서라고 믿어졌지만, 베인 상처로 보면 왼손잡이에 의해서라는 설도 있다. 이 설을 채용하면 왼손잡이에다가 호쿠신잇토류(北辰一刀流)의 달인인 료마를 살해할 정도로 실력이 있는 인물, 사이토 하지메라는 설도 있다.（사이토의 신센구미 복귀 시기는 여러 가지 설이 있지만, 아사다 지로의 『칼에 지다』중에서는 고료에시（高臺寺黨）로써의 사이토 설을 주장하고 있다. 하지만 사이토가 왼손잡이라는 설 자체가 역사적 사실일 가능성은 낮다. 문학적 상상력에 의해 만들어진 설정이며, 그가 실제 왼손잡이였다는 뚜렷한 증거는 없다.）
사건 후, 11월 26일에 막부에서 조사를 받은 신센구미 국장 곤도 이사미는 진술에서 '우리는 프로다. 만약 우리가 했다면 나카오카씨도 살아남지 못했을 것이다.(실제로 같이 참변을 당했던 나카오카 신타로는 이틀 정도 더 생존해 사건을 증언함)'라며 관여 된 것을 부정하였다.
곤도와 같이 체포되어 조사를 받은 오이시 쿠와지로도 이 사건만큼은 부정했다. 그는 신센구미 내부에서도 이토 가시타로를 암살하였다며 신센구미에서 손꼽는 검객이었다.
료마가 속해있던 도사 번 지사들이 신센구미 설을 확신에 가깝게 믿고 있었던 당시에는 그들의 주장을 관철시키기 위해 오이시에게 무수한 고문을 했다.
이를 견디지 못한 오이시가 억지로 인정을 한 적이 있지만 이내 부정하면서 '사건 이후 곤도 국장이 미마와리구미의 이마이, 와타나베가 료마씨를 해치운 것은 회자될 만한 일이다 라고 말하는 것만을 들었을 뿐' 이라며 일축했다. 곤도와 오이시 둘 다 료마 암살 혐의 때문에 참수되었지만 이는 토사번 지사들의 복수심에 가까운 맹렬한 주장에 의한 것으로 실질적인 증거 없이 억지로 몰아 붙인 결과에 지나지 않았다.
당시 료마는 지금과 같은 인지도는 없었지만 이름난 지사였다. 따라서 막부 순찰대가 그를 해치운 것은 큰 공로이므로 자랑을 하면 했지 숨길 일은 아니었던 것이다. 그러나 신센구미는 암살 당시부터 한결 같이 혐의를 부정했다.
현재는, 신센구미 설을 지지하는 연구자는 거의 없다.

### 사쓰마 번 음모설
대정봉환 이후, 료마는 막부에 대하는 태도가 부드러워지며, 도쿠가와 요시노부를 포함한 제후 회의에 의한 신정부 설립에 기울였다고한다. 무력 도막을 지지했던 사이고 다카모리, 오쿠보 도시미치등이, 이런 료마의 움직임을 간과할 수 없었고, 고의로 막부측에 료마의 소재지를 누설했다는 설.
요시노부의 처우를 둘러싸고, 사이고와 료마의 의견이 서로 달랐다는 것은 확실하다. 무력 도막파에 의한 대정봉환파의 암살설은, 사사키 다몬의 서한이나 오미야 종업원들의 증언등의 자료를 근거로 두고 있다. 하지만 이 설은 대정봉환 노선과 무력 도막노선의 대립을 필요 이상으로 너무 강조되었으며, 양자는 서로 받아들일 수 없는 노선은 아니었다는 학설을 전혀 고려하지 않은 점이 최대 문제로, 그 점에서 근거가 약하다. 이 설에는 일부 열광적인 지지자기 때문에 역사학계에서는 거의 상대하지 않는 실정이다.